# Mykoła Worosznow
Mykoła Serhijowycz Worosznow (ukr. Микола Сергійович Ворошнов, ur. 24 marca 1985 w Kijowie) – ukraiński hokeista.

## Kariera sportowa
- Ldynka Kijów (1993–1997)
- Sokił Kijów (1997–2000)
- HK Kijów (2000/2001)
- Sokił Kijów (2001/2002)
- Rouyn-Noranda Huskies (2002–2003)
- Kanata Stallions (2003–2004)
- Wojas Podhale Nowy Targ (2004)
- KH Sanok (2004–2005, 2006)
- Jacksonville Barracudas (2005–2006)
- Sokił Kijów (2006–2007)
- Berkut Browary (2007)
- ATEK Kijów (2008)
- Winnyćki Hajdamaky (2013–2014)

Wychowanek Sokiłu Kijów. W 2002 został wybrany w drafcie do kanadyjskich rozgrywek juniorskich CHL i w sezonie 2002/2003 grał w drużynie Rouyn-Noranda Huskies w lidze QMJHL. Później grał jeszcze w północnoamerykańskich ligach CJHL i SPHL. Ponadto występował w lidze polskiej w drużynie z Sanoka (od 2004 do października 2005 i ponownie od marca 2006). Wraz z nim w sezonie 2005/2006 w Sanoku grali jego rodacy: Ołeksandr Panczenko, Kostiantyn Riabenko.
Później występował w klubach ligi ukraińskiej. W 2008 odniósł kontuzję łąkotki. W związku z odbywaną rehabilitacją przybrał na wadze i przerwał profesjonalne uprawianie hokeja. W 2011 wziął udział w programie telewizyjnym typu reality show pt. Zważony i szczęśliwy (ukr. Зважені та щасливі), będącym ukraińską edycją audycji pt. The Biggest Loser i polegającym na współzawodnictwie uczestników w utracie nadwagi. Worosznow wygrał pierwszy sezon programu (na początku ważył 175 kg, a uzyskał końcową wagę 90 kg).
W październiku 2013 wznowił karierę zawodową w klubie Winnyćki Hajdamaky z Winnicy.
Był reprezentantem kadr juniorskich Ukrainy. Uczestniczył w turniejach mistrzostw świata juniorów do lat 18 edycji 2002, 2003 oraz mistrzostw świata juniorów do lat 20 edycji 2003, 2005.

## Służba wojskowa
W sezonie 2014/2015 pracował w kanadyjskim klubie Lac St-Louis Lions juniorskim z ligi QMAAA jako trener bramkarski, po czym powrócił do ojczyzny i jako żołnierz-ochotnik wziął udział w konflikcie we wschodniej Ukrainie, służąc w strefie ATO w szeregach batalionu „Donbas” w walkach przeciw separatystom. Był wówczas strzelcem maszynowym i przyjął znak rozpoznawczy „Kanada”, a w 2017 został zdemobilizowany.
Podjął służbę w szeregach armii ukraińskiej po rozpoczęciu inwazji Rosji na Ukrainę dokonanej 24 lutego 2022. Został żołnierzem 72 Samodzielnej Brygady Zmechanizowanej im. Czarnych Zaporożców.

## Życie prywatne
W 2020 ogłosił zaręczyny z Iryną Skorykową, z którą później zakończył związek.

## Sukcesy
Reprezentacyjne
- Awans do MŚ do lat 20 Elity: 2003

Klubowe
- Srebrny medal mistrzostw Ukrainy: 2002 z Sokiłem Kijów, 2007 z Berkutem Browary

Indywidualne
- Mistrzostwa Świata Juniorów w Hokeju na Lodzie 2003/I Dywizja#Grupa A:
  - Pierwsze miejsce w klasyfikacji skuteczności interwencji w turnieju: 94,68%[18]
  - Pierwsze miejsce w klasyfikacji średniej goli straconych na mecz w turnieju: 1,40[19]
- Mistrzostwa Świata Juniorów w Hokeju na Lodzie 2005/I Dywizja#Grupa B:
  - Czwarte miejsce w klasyfikacji skuteczności interwencji w turnieju: 90,91%[20]
  - Piąte miejsce w klasyfikacji średniej goli straconych na mecz w turnieju: 3,11